# Костянтинівка (Сумський район)
Костянти́нівка — село в Україні, у Хотінській селищній громаді Сумського району Сумської області. Населення становить 243 осіб. До 2016 орган місцевого самоврядування — Кіндратівська сільська рада.

## Географія
Село Костянтинівка знаходиться за 1,5 км від лівого берега річки Синяк. На відстані 2,5 км розташовані села Кіндратівка і Новокостянтинівка. Село знаходиться на кордоні з Росією.
На західній околиці села бере початок річка Мужиця. 

## Історія
12 червня 2020 року, відповідно до Розпорядження Кабінету Міністрів України № 723-р «Про визначення адміністративних центрів та затвердження територій територіальних громад Сумської області» увійшло до складу Хотінської селищної громади.
19 липня 2020 року, в результаті адміністративно-територіальної реформи та ліквідації Сумського району(1923-2020), село увійшло до новоутвореного Сумського району.
14 липня 2024 року село обстріляли російські агресори. Зафіксовано 6 вибухів, ймовірно НАР з гелікоптера.

## Відомі люди
- Коба Ганна Власівна — депутат Верховної Ради УРСР 11-го скликання.
- Надєждін Михайло Володимирович — радянський і український художник, живописець, Заслужений діяч мистецтв України (1994), Народний художник України (1997). Лауреат премії А. О. Осмьоркіна. Депутат Кіровоградської обласної ради.